# Sülüktü
Sülüktü ist eine kreisfreie Stadt im Oblus Batken im südwestlichen Kirgisistan. Stand 2022 hatte die Stadt 20.010 Einwohner und ist damit nur etwas kleiner als die Gebietshauptstadt Batken.
Sie ist kein Teil eines Rajons, sondern ist direkt dem Oblus Batken unterstellt. Die Siedlung städtischen Typs Wostotschny wird von Sülüktü aus verwaltet.

## Geschichte
Die Stadt wurde 1868 zur Kohleförderung gegründet. 1871 wurde die Kohlemine durch das Khanat Kokand zerstört und erst 1895 wiedereröffnet. 1940 erhielt das vorherige Dorf Stadtrecht.

## Lage
Sülüktü liegt nördlich der Turkestankette auf 1380 m, nur 2 Kilometer östlich der tadschikischen Grenze. Städte in der Nähe sind etwa 10–11 Kilometer südlich Rassakow (früher Isfana), die zweitgrößte tadschikische Stadt Chudschand liegt etwa 36 Kilometer nördlich. Die Gebietshauptstadt Batken liegt über 100 Kilometer weiter östlich, die usbekische Stadt Qoʻqon (Kokand) liegt etwa 130 Kilometer nordöstlich.

## Bevölkerung
Die Kirgisen sind die stärkste ethnische Gruppe: 73,2 % sind Kirgisen, 19,5 % sind Usbeken, 3,6 % sind Tataren und  2,6 Prozent sind Russen. Der Rest besteht hauptsächlich aus Tadschiken.

### Bevölkerungsentwicklung
| Jahr | Einwohnerzahl |
| ---- | ------------- |
| 1970 | 18.494        |
| 1979 | 18.263        |
| 1989 | 21.469        |
| 1999 | 20.744        |
| 2009 | 17.387        |
| 2022 | 20.010        |

## Wirtschaft und Infrastruktur
Sülüktü ist durch eine 47 oder 37 km lange Schmalspurbahn mit Proletarsk in Tadschikistan verbunden. Auf dem Stadtgebiet liegen drei Bahnhöfe: Towarnaja (Hauptbahnhof), Makajewka und Wostotschnaja.
Wirtschaftlich ist vor allem der Kohleabbau relevant.